# 應用教育文憑
應用教育文憑（英語：Diploma of Applied Education，簡稱：DAE）是香港自資高等教育聯盟的八所院校自2023／24學年所開設的課程，用以取代舊有的毅進文憑。該文憑獲得香港政府承認等同於香港中學文憑考試五科二級成績，可以作為投考香港公務員部份職位的入職要求。報讀資格為中六離校生或年滿21歲。

## 開辦課程院校
- 明愛社區書院
- 香港都會大學李嘉誠專業進修學院
- 嶺南大學持續進修學院
- 香港專業進修學校
- 香港浸會大學持續教育學院
- 香港科技專上書院
- 香港伍倫貢學院
- 職業訓練局工商資訊學院（2024/25學年起停辦）[3][4]

## 課程結構
課程會以3科必修科目加2科補充科目再加3個選修科目或3科必修科目加5科補充科目(學時總共為600小時)為主。
- 必修科目於各間開辦院校是相同的。 
  - 中國語文（以兩科計）
  - 英國語文（以兩科計）
  - 數學
- 補充科目於各間開辦院校是相同的。 
  - 生涯規劃
  - 生涯規劃
  - 數碼公民
  - 人際傳意與個人發展
  - 延伸數學
  - 科技創新技能
- 三科選修科
  - 各間開辦院校有不同的選科可供選擇，需修讀一個選修群組的三科選修科目

## 另見
- 毅進文憑
- 毅進計劃
- 毅進／中學協作計劃

## 外部連結
- 官方网站
- 教育局 應用教育文憑
- 應用教育文憑的Instagram帳戶
- 應用教育文憑的Facebook專頁